# Porphyrios

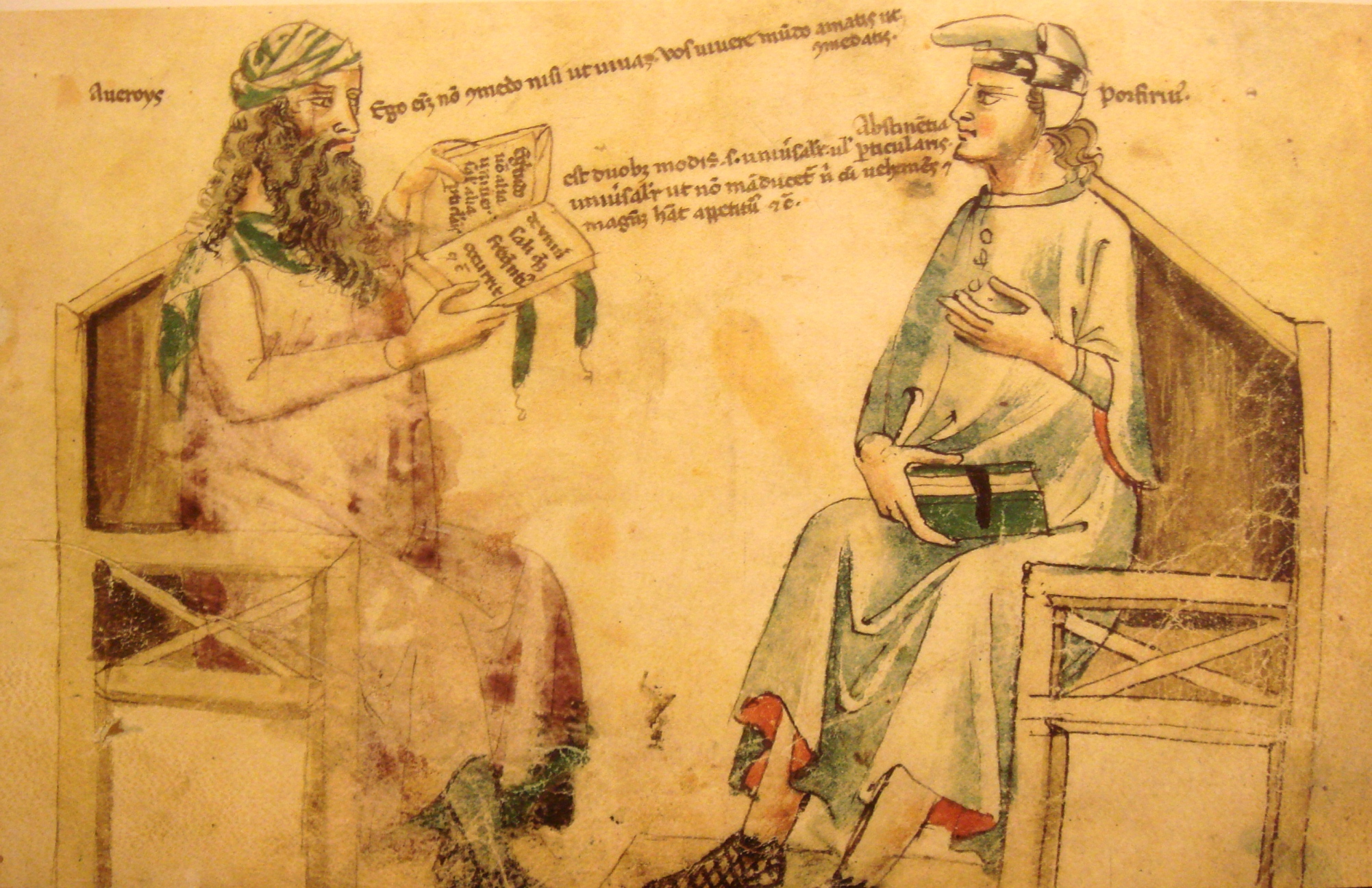
Medeltida illustration av Porphyrios och Averroes

Porphyrios (grekiska: Πορφύριος; latin: Porphyrius), född med namnet Malchus omkring 234 i Tyros, död cirka 305 i Rom, var en nyplatonsk filosof från Romerska Fenicien. Han var Plotinos främste lärjunge, biograf och utgivare av dennes skrifter.

## Liv och verk
Porphyrios kom från Tyros i nuvarande Libanon, och hette ursprungligen Malchus ('kung' på hans modersmål). Han studerade först för Longinos i Aten, som gav honom hans namn (som betyder 'purpur'). År 263 reste han till Rom, där han stannade i fem år som lärjunge till Plotinos och konverterade till dennes tolkning av platonismen. Rådd av Plotinos flyttade han år 268 till Sicilien för att hämta sig från en depression. Det är oklart hur länge han bodde där, men troligtvis stannade han även efter sin läromästares död. Han redigerade i slutet av sitt liv Plotinos skrifter och skrev en biografi över honom som förord. Sent i livet gifte han sig också med en kvinna vid namn Marcella, och ett brev till henne av honom har bevarats.
Porphyrios var en verksam författare som skrev över 60 böcker i diverse ämnen, varav många dock gått förlorade. Bland annat författade han biografier över Plotinos och Pythagoras, ett brev till Marcella, filosofiska tolkningar av Homeros, skrifter för vegetarianism och mot kristendom, samt kommentarer till Ptolemaios och Aristoteles.
Han skiljer sig från sin lärare Plotinos genom det avgjort praktisk-religiösa intresset och den ännu strängare asketiska riktningen. Han fortsätter Plotinos uppslag till allegorisk tolkning av folkreligionerna. Av hans många skrifter är jämförelsevis föga bevarat. Bland de förlorade var även en skrift, Mot de kristna, i 15 böcker, av vilket endast fragment återstår, i vilken han särskilt skall ha bekämpat läran om Kristi gudom.[källa behövs]
Skriften brändes 448 på kejsar Theodosius II:s befallning.
Av särskilt intresse för matematikens historia, är hans biografi om Pythagoras och kommentarer till Euklides. Han är också huvudkällan till uppgifter om Ammonios Sakkas.[källa behövs]